# Strzałkowo (stacja kolejowa)

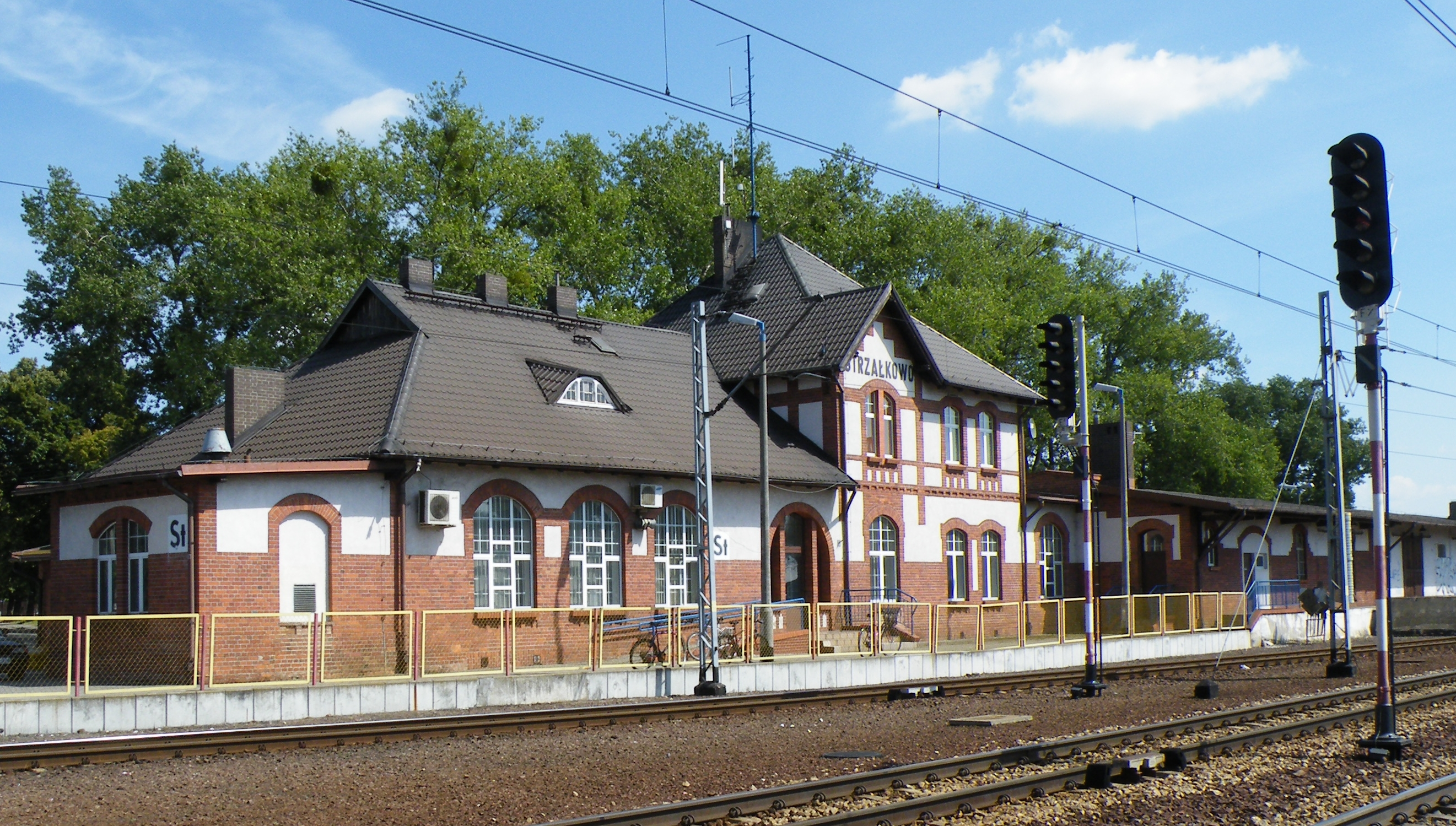
Budynek dworca

Strzałkowo – stacja kolejowa w Strzałkowie, w powiecie słupeckim, w województwie wielkopolskim. Według klasyfikacji PKP ma kategorię dworca lokalnego. Od 1 lutego 2018 dworzec jest zamknięty.

## Ruch pasażerski[2]
| Rok  | Wymiana pasażerska na dobę |
| ---- | -------------------------- |
| 2017 | 150-199                    |
| 2018 | 150-199                    |
| 2019 | 200-299                    |
| 2020 | 100-149                    |
| 2021 | 150-199                    |
| 2022 | 200-299                    |
| 2023 | 300-499                    |

## Bocznice towarowe
Od stacji odchodzi bocznica do lotniska wojskowego w Powidzu. Od stacji odchodzi druga bocznica biegnąca wzdłuż szlaku linii E20 do Słupcy, która prowadzi do zakładów Mostostal Słupca.

## Ruch pociągów
Na stacji Strzałkowo zatrzymują się tylko pociągi osobowe spółki Koleje Wielkopolskie. Połączenia bezpośrednie:
- Koło
- Kłodawa
- Konin
- Kutno
- Poznań Główny
- Września